# کتانی آلپی
کتانی آلپی (نام علمی: Linaria alpina) که گاهی کتانی وزغ آلپی تیز نامیده می‌شود، گیاهی با گل ارغوانی است که بومی مناطق کوهستانی جنوب و مرکز اروپا است. متعلق به تیرهٔ بارهنگیان (Plantaginaceae) (تیرهٔ چنار، نامرتبط با میوه) است.
در بسیاری از رشته‌کوه‌ها در جنوب و مرکز اروپا از سیرا د گردوس و مونتس د لئون در اسپانیا تا کوه‌های شبه‌جزیره بالکان از جمله کوه‌های جورا، آلپ، پیرنه و آپنینی مرکزی یافت می‌شود.